# 延安府

陝西省の延安府の位置（1820年）

延安府（えんあんふ）は、中国にかつて存在した府。宋代から民国初年にかけて、現在の陝西省延安市一帯に設置された。

## 概要
1089年（元祐4年）、北宋により延州が延安府に昇格した。延安府は永興軍路に属し、膚施・延川・延長・門山・臨真・甘泉・敷政の7県を管轄した。
金のとき、延安府は鄜延路に属し、膚施・延川・延長・門山・臨真・甘泉・敷政の7県と永平・万安・徳安・招安・永安の5寨と安定・安寨の2堡と楽盤鎮を管轄した。
元により延安府は延安路と改められた。延安路は陝西等処行中書省に属し、直属の膚施・安塞・甘泉・安定・保安・宜川・延川・延長の8県と鄜州に属する洛川・中部・宜君の3県と綏徳州に属する青澗・米脂の2県と葭州に属する呉堡・神木・府谷の3県、合わせて8県3州州領8県を管轄した。
1369年（洪武2年）、明により延安路は延安府と改められた。延安府は陝西省に属し、直属の膚施・安塞・甘泉・安定・保安・宜川・延川・延長・青澗の9県と鄜州に属する洛川・中部・宜君の3県と綏徳州に属する米脂県と葭州に属する呉堡・神木・府谷の3県、合わせて3州16県を管轄した。
清のとき、延安府は陝西省に属し、膚施・安塞・甘泉・安定・保安・宜川・延川・延長・定辺・靖辺の10県を管轄した。
1913年、中華民国により延安府は廃止された。